# Hrvatski školski centar u Subotici
Hrvatski školski centar je planirana školska ustanova Hrvata iz Vojvodine koji bi se trebao nalaziti u Subotici.
HŠC je bio temom te manifestacije Razgovori koju organizira hrvatska ustanova Pučka kasina 1878. koja se održala 16. siječnja 2013. godine. Smatra se da bi se ovom ustanovom školstvo Hrvata iz tih krajeva postavilo na višu razinu.
Trebao bi se nalaziti u prostorijama tzv. malog MEŠSCA. Katolička crkva spremna je ustupiti prostor i to isti onaj koji je za tu svrhu namijenio biskup Lajčo Budanović. Početkom 2013. stvari su se sporo kretale po tom pitanju. Veliki bi pomak bio kad bi se HŠC pravno registrirao, tako da se mogu dobiti donacije za njegovo otvaranje.
Pokretanje ovog centra pokrenulo je i pitanje što će biti s nastavom na hrvatskom jeziku u pet osnovnih škola u Subotici i okolici gdje se ta nastava sprovodi. Hrvatsko narodno vijeće Republike Srbije se protivi gašenju hrvatskih odjela u tim školama, sukladno Strategiji obrazovanja.
Planira se da bude po uzoru na slične školske centre u Pečuhu (Hrvatski školski centar Miroslava Krleže) i Sarajevu: da u sklopu Hrvatskog školskog centra budu osnovna škola i Gimnazija na hrvatskom jeziku.
Očekuje se da će tijekom svibnja 2013. biti javna rasprava o Strategiji obrazovanja hrvatske zajednice. Tad bi trebala hrvatska zajednica dati širu potporu, a istovremeno bi se radilo na izradi elaborata za formiranje Centra. Lipnja 2013. bi se trebalo usvojiti Strategiju, tako da bi do jeseni 2013. HŠC mogao dobiti status pravne osobe. Pored formalno-pravne strane, Hrvatski školski centar će da bi počeo raditi dosta ovisiti o barem nekim minimalnim raspoloživim financijskih sredstvima te o adaptaciji objekta malog MEŠSC-a.